# Ringstraße
Bečki Ring (njem. Wiener Ringstraße) raskošna je bečka ulica koja povijesnu jezgru grada (Innere Stadt) okružuje s tri strane, dok je na sjevernoistočnoj omeđena pristaništem na Dunavskom kanalu. 
Izgradnja ulice započela je s namjerom planskog širenja grada na mjestu starih utvrda i gradskih zidina odlukom cara Franje Josipa I. od 20. prosinca 1857. Na međunarodnom natječaju izabrana su 1858. godine tri projekta arhitekata L. C. F. Förstera, A. Sicard von Sicardsburga, E. van der Nülla i F. Stache-a. Jedinstven u svojoj monumentalnosti, bečki je Ring dug 6,5 km, širok 57 m, ima 2 aleje, a otvoren je 1. svibnja 1865. Duž bečkog Ringa su u periodu od 1869. – 1888. godine dovršene sljedeće monumentalne javne građevine:
- Bečka državna opera (Staatsoper) - Sicard von Sicardsburg i van der Nüll
- Prirodoslovni muzej (Naturhistorisches Museum) i Muzej povijesti umjetnosti (Kunsthistorisches Museum), Burgtheater i Neue Burg - G. Semper i C. Hasenauer
- Zavjetna crkva (Votivkirche), Bečko sveučilište, Muzej i Akademija za primijenjene umjetnosti - H. Ferstel
- Burza, Parlament, Akademija likovnih umjetnosti - T. Hansen

Izgradnja ovih građevina najvećim je dijelom financirana prodajom materijala od srušenih fortifikacija. Između građevina nalaze se perivoji Burggarten, Volksgarten, Rathauspark i Stadtpark. Zahvaljujući monumentalnosti i raskoši sagrađenih građevina u povijesti umjetnosti uveden je i termin "stil bečkog Ringa".
- Bečka gradska vijećnica
- Café Prückel
- Wiener Staatsoper
- Kunsthistorisches Museum
- Hofburg
- Burgtor
- Parlament
- Burgtheater
- Naturhistorisches Museum
- Muzej primijenjenih umjetnosti
- Bečko sveučilište
- Votivkirche
- Volksgarten